# Joseph Zen Ze-kiun
Joseph kardinál Zen Ze-kiun SDB (TZ: 陳日君, ZZ: 陈日君, pinyin: Chén Rìjūn; * 13. ledna 1932 Šanghaj) je čínský římskokatolický kněz, salesián, bývalý biskup Hongkongu, kardinál a politický vězeň.
Vstoupil do kongregace salesiánů Dona Boska, noviciát strávil v Hongkongu. Studoval v salesiánské škole v Turíně a na Papežské salesiánské univerzitě v Římě, kde získal licenciát z teologie a doktorát z filozofie. Kněžské svěcení mu v Turíně udělil 11. února 1961 kardinál Maurilio Fossati. Po návratu do Hongkongu stál v čele několika salesiánských komunit a přednášel v několika seminářích v Číně.
V září 1996 byl jmenován biskupem-koadjutorem v Hongkongu, biskupské svěcení přijal 9. prosince téhož roku, světitelem byl kardinál John Baptist Wu Cheng-chung. V roce 2002 nastoupil do čela diecéze.
V únoru 2006 oznámil papež Benedikt XVI. jeho kardinálskou nominaci, která byla oficiálně dovršena na konzistoři 24. března téhož roku. Dne 15. dubna 2009 Benedikt XVI. přijal jeho rezignaci na službu biskupa Hongkongu vzhledem k dovršení kanonického věku. Jeho nástupcem se stal dosavadní koadjutor John Tong Hon.
Patří mezi kritiky smlouvy mezi Čínou a Vatikánem o jmenování biskupů a dalších záležitostech vztahu katolické církve a Čínské lidové republiky. V roce 2019 mu Dominik Duka předal zlatou medaili sv. Vojtěcha za jeho nezlomnost, houževnatost a věrnost katolické církvi.
Dne 11. května 2022 ho zatkla Hongkongská policie pro národní bezpečnost za údajné spolčení se zahraničními silami. Spolu s ním byla zatčena bývalá opoziční poslankyně Margaret Ng Ngoi-yee a zpěvačka Denise Ho Wan-sze. Všichni tři byli správci fondu 612 Humanitarian Relief Fund, který pomáhal protestujícím v Hongkongu ve finanční nouzi. Téhož dne byl Zen propuštěn na kauci.